# Tombaugh Regio

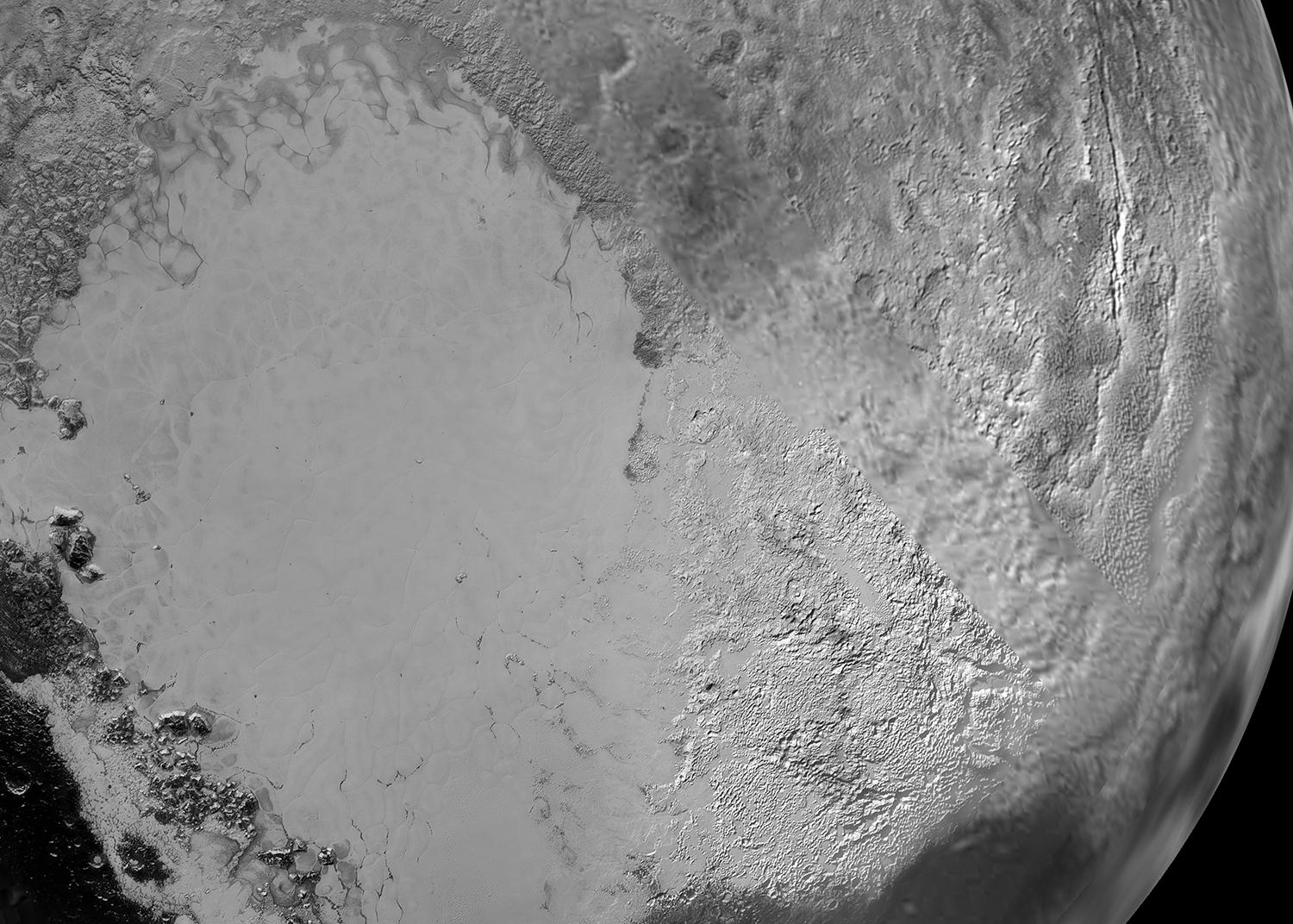
Imagen de Tombaugh Regio tomada por la sonda New Horizons

Tombaugh Regio, también conocido como el Corazón, es un brillante accidente geográfico de la superficie del planeta enano Plutón, situada al norte del ecuador del mismo, al noreste de Cthulhu Regio y al noroeste de Krun Macula, ambas regiones más oscuras y con las que contrasta.
Recibe este nombre en honor de Clyde Tombaugh, descubridor de Plutón en 1930. Las regiones de un objeto astronómico se llaman regio en lenguaje astrogeológico.
Fue fotografiado durante la máxima aproximación de la sonda New Horizons al planeta enano el 14 de julio de 2015.

## Descripción
Tombaugh Regio se encuentra situada en la cara anti-Caronte de Plutón y mide aproximadamente 1800 km de este a oeste y 1500 km de norte a sur. El lado occidental es una zona aparentemente llana y baja llamada Sputnik Planitia, formada por hielo de nitrógeno (N2), monóxido de carbono (CO) y metano (CH4). Prácticamente no presenta craterización lo que sugiere una reciente formación y con una dinámica que renueva su superficie. Esta bordeada por su lado occidental por cadenas de montañas de alturas de hasta 3 km respecto al terreno circundante, los Al-Idrisi Montes, que la separa de la Voyager Terra, los Hillary Montes que la separa de Cthulhu Regio y los Tenzing Montes en el extremo sur de Tombaugh Regio. Estas montañas se creen formadas por hielo de agua (H2O), ya que en caso de estar formadas por el mismo material de Sputnik Planitia se desmoronarían por su propio peso.
La zona oriental de Tombaugh Regio es un área ligeramente craterizada y ondulada, con colinas de longitud entre 20 y 250 km y de varios cientos de metros de altura.